# Pascal Ménage
Pascal Ménage, né le 21 mai 1960, est un homme politique français. Il a une formation de médecin neurologue.

## Biographie
Il est élu suppléant de Renaud Donnedieu de Vabres le 16 juin 2002 et devient député le 1er mai 2004 à la suite de l'entrée au gouvernement du titulaire.

## Parcours
Études
- Docteur en médecine, spécialiste en neurologie.

Activités collectives
- 1990 - 1991 : Président du Bureau des Internes de Tours ;
- 1991 - 1992 : Président de l'Association des Internes de Tours ;
- 1992 - 1993 : Vice-Président du Bureau des CCA (Chefs de Cliniques Assistants).

Activités politiques
- Membre du mouvement RPR depuis 1997 ;
- Délégué cantonal de Tours centre depuis 1998 ;
- Membre du comité départemental depuis 1998 ;
- Membre de l'équipe municipale de Tours, R. Donnedieu de Vabres, élections municipales de 2001 ;
- Suppléant du député et ministre délégué aux Affaires Européennes R. Donnedieu de Vabres, élections législatives du 18 juin 2002, 1re circonscription ;
- Membre du comité de circonscription et départemental de l'UMP depuis le 10 mars 2003 ;
- Membre du comité de la vie locale, Tours Est, depuis Mars 2003 ;
- Candidat aux élections cantonales du Canton de Tours-est, mars 2004 ;
- Député d'Indre et Loire de 2004 à 2007 ;
- Conseiller Municipal de Tours depuis le 16 mars 2008 ;
- Élu délégué de la Première Circonscription de l'UMP en 37 le 15 novembre 2008.